# Calyptranthes tessmannii
Calyptranthes tessmannii är en myrtenväxtart som beskrevs av Karl Ewald Maximilian Burret och Mcvaugh. Calyptranthes tessmannii ingår i släktet Calyptranthes och familjen myrtenväxter. Inga underarter finns listade i Catalogue of Life.